# Jean de La Trémoille
Jean de La Trémoille (Francia, c. 1465-Milán, 19 de junio de 1507) fue un eclesiástico francés, obispo y cardenal. 

## Biografía

### Familia
Nacido en el seno de la Casa de La Tremoille, fue el segundo hijo de Louis I de La Trémoille y Marguerite d'Amboise, que fueron vizcondes de Thouars y príncipes de Talmont.  La influencia de su familia fue decisiva para su rápido ascenso: por parte de madre era sobrino de Françoise, duquesa de Bretaña por su matrimonio con Pedro II de Bretaña, y de Georges d'Amboise que fue creado cardenal por Alejandro VI; su hermano mayor Louis fue chambelán de los reyes de Francia y teniente general de sus ejércitos.

### Obispo
Era protonotario apostólico cuando en 1487 murió el obispo de Agen Galeazzo della Rovere.  El rey Carlos VIII de Francia propuso al cabildo catedralicio que eligieran en su lugar a Jean, y así se hizo, pero entretanto el papa Inocencio VIII nombró para el obispado a Leonardo Grosso della Rovere.  Entre ambos candidatos se abrió un pleito que se resolvió pacíficamente el año siguiente concediendo a Della Rovere la diócesis y a La Trémoille la mitad de sus rentas y la reserva del obispado de Saintes.
En 1490 el papa le nombró arzobispo de Auch, vacante tras la muerte de François de Saboya, con dispensa para eludir la elección del cabildo.  
Fue también abad comendatario de varios monasterios en Francia, y desde la muerte de su primo Pierre d'Amboise que era obispo de Poitiers, quedó como administrador apostólico de la diócesis.

### Cardenal
Formaba parte del séquito de Luis XII en su expedición a Italia contra la República de Génova junto con los cardenales Georges d'Amboise, Hipólito de Este y Federico Sanseverino cuando el papa Julio II le creó cardenal en el consistorio del 18 de diciembre de 1506.  No llegó a recibir el capelo ni el título, pues murió en Milán seis meses después.
Tal como lo dejó dispuesto en su testamento, fue sepultado en la iglesia de los franciscanos de Milán, pero dos años después su familia dejó allí solo su corazón, ya que su cuerpo fue trasladado a la capilla familiar en la iglesia de Notre-Dame de Thouars.  
Su sepultura resultó destruida durante la Revolución francesa.